# Claudia Llosa
Claudia Llosa (Lima, 15 de novembro de 1976) é uma cineasta peruana. É sobrinha do escritor Mario Vargas Llosa.
Em 2009 foi vencedora do Urso de Ouro no Festival de Berlim com o seu filme La teta asustada.

## Biografia
É filha da artista Patricia Bueno Risso e do engenheiro Alejandro Llosa García e sobrinha do famoso escritor peruano Vargas Llosa. Têm duas irmãs, Patricia e Andrea. Estudou no Newton College, depois se graduou em Direção de Cinema na Universidade de Lima. Em1998, continuou seus estudos na Universidade de Nova York e em Sundance. Cursou mestrado de Roteiro Cinematográfico na Escola Universitária de Artes - TAI em Madrid. Reside em Barcelona, no bairro de Gracía desde o começo dos anos 2000.
Iniciou sua vida profissional em uma empresa de publicidade que serviu para aprender o trabalho de distribuição e divulgação para suas obras.
Recebeu um prêmio no Festival de Havana pelo roteiro, que mais tarde seria filmado, Madeinusa, em 2003. recebendo uma bolsa de estudos da Fundação Carolina, em 2004 e da Casa de las Américas para o Curso de Desenvolvimentos de Projetos Cinematográficos Ibero-americanos. Depois de realizar um mestrado em Madrid, dirigiu então seu roteiro de Madeinusa, filme rodado nos Andes peruanos, com o qual conseguiu diversos prêmios tais como Sundance, Roterdã e Mar del Plata.
Sua segunda obra, La teta asustada, estreou na edição de 2009, do Festival Internacional de Cinema de Berlim, onde obteve o Prêmio da Federação Internacional de Imprensa Cinematográfica (FIPRESCI) e logo o Urso de Ouro, o prêmio máximo dado no Berlinale. Logo estreou na Espanha e finalmente no Peru. Ao redor de 2009 e 2010, recebeu diversos prêmios por esse filme em diferentes festivais internacionais. Em meados de 2010, o filme foi nomeado para o Óscar na categoria "Oscar de melhor filme internacional".
No ano de 2010, participou na exposição (D)efecto Barroco, Políticas de la imagen hispana, realizado pelo Centro de Cultura Contemporânea de Barcelona, com o curta-metragem El niño pepita, produção destinada a analisar a função da imagem "mágica" em um contexto de saturação midiática.
Como parte do projeto Fronteiras, uma série de curtas latino-americanos produzidos pelo canal de TV a cabo TNT, apresentou, no final de 2011, o curta-metragem Loxoro, que trata sobre as fronteiras entre o masculino e o feminino na comunidade gay e transexual do Peru. O loxoro é uma língua cifrada com aspecto de dialeto que a comunidade transexual peruana utiliza como autoproteção.
Em 2013, estreou como escritora com o conto La guerra de cristal inspirado em seu filho Alec.
Em 2014, apresentou seu primeiro trabalho cinematográfico em inglês, Aloft (No llores, vuela) protagonizada por Cillian Murphy, Jennifer Connelly e Mélanie Laurent que inaugurou o Festival de Málaga de 2014, onde recebeu o prêmio de Melhor Fotografia.
Em 2017, foi reconhecida com o Prêmio Eloy de Língua Inglesa do Festival de Cinema Espanhol de Málaga que reconhece os realizadores mais ousados e inclassificáveis.

## Filmografia
- 2006: Madeinusa Longa-metragem
- 2009: La teta asustada Longa-metragem
- 2010: El niño pepita Curta-metragem
- 2011: Loxoro Curta-metragem
- 2014: No llores, vuela Longa-metragem

## Prêmios e Indicações
| Ano  | Prêmio                                            | Categoria                                     | Trabalho Indicado |          |
| ---- | ------------------------------------------------- | --------------------------------------------- | ----------------- | -------- |
| 2003 | Festival de Havana                                | Melhor Roteiro Não Publicado                  | Madeinusa         | Venceu   |
| 2006 | Festival de Sundance                              | Prêmio do Júri: Drama                         | Madeinusa         | Indicado |
| 2006 | Festival Internacional de Cinema de Roterdão      | Prêmio FIPRESCI                               | Madeinusa         | Venceu   |
| 2006 | Festival Internacional de Cinema de Mar del Plata | Melhor Longa Latuino-Americano                | Madeinusa         | Venceu   |
| 2006 | Festival de Cinema de Lima                        | Melhor Estreia: Segundo Lugar                 | Madeinusa         | Venceu   |
| 2006 | Festival de Cinema de Lima                        | CONACINE                                      | Madeinusa         | Venceu   |
| 2006 | Festival de Jeonju                                | Prêmio Woosuk                                 | Madeinusa         | Indicado |
| 2006 | Festival de Havana                                | Grand Coral: Terceiro Lugar                   | Madeinusa         | Venceu   |
| 2006 | Festival de Hamburg                               | Prêmio da Crítica                             | Madeinusa         | Venceu   |
| 2006 | Cine Ceará                                        | Longa-Metragem: Melhor Roteiro                | Madeinusa         | Venceu   |
| 2006 | Festival Internacional de Cinema de Chicago       | Gold Hugo: Competição de Novos Diretores      | Madeinusa         | Indicado |
| 2007 | Festival de Cartagena                             | Menção Especial                               | Madeinusa         | Venceu   |
| 2007 | Festival de Cartagena                             | Golden India Catalina: Melhor Filme           | Madeinusa         | Indicado |
| 2007 | Festival de Cinema de Adelaide                    | Longa Estrangeiro                             | Madeinusa         | Indicado |
| 2009 | Festival Internacional de Cinema de Montreal      | Melhor Filme                                  | La teta asustada  | Venceu   |
| 2009 | Festival de Cinema de Lima                        | Melhor Filme Peruano                          | La teta asustada  | Venceu   |
| 2009 | Festival de Cinema de Lima                        | CONACINE                                      | La teta asustada  | Venceu   |
| 2009 | Festival de Havana                                | Grand Coral: Primeiro Lugar                   | La teta asustada  | Venceu   |
| 2009 | Festival Internacional de Cinema de Guadalajara   | Prêmio Mayahuel                               | La teta asustada  | Venceu   |
| 2009 | Festival de Gramado                               | Kikito de Ouro: Melhor Filme                  | La teta asustada  | Venceu   |
| 2009 | Festival de Gramado                               | Kikito de Ouro: Melhor Direção                | La teta asustada  | Venceu   |
| 2009 | Goya Awards                                       | Melhor Filme Estrangeiro em Espanhol          | La teta asustada  | Venceu   |
| 2009 | Festival Internacional Cinemanila                 | Prêmio Lino Brocka                            | La teta asustada  | Venceu   |
| 2009 | Festival de Cinema de Bogotá                      | Circuito Precolumbiano: Melhor Filme          | La teta asustada  | Venceu   |
| 2009 | Festival Internacional de Cinema de Berlim        | Urso de Ouro                                  | La teta asustada  | Venceu   |
| 2009 | Festival Internacional de Cinema de Berlim        | Prêmio FIPRESCI                               | La teta asustada  | Venceu   |
| 2010 | Oscar 2010                                        | Oscar de melhor filme internacional           | La teta asustada  | Indicado |
| 2010 | Prémio Ariel                                      | Ariel de Prata: Melhor Filme Latino-Americano | La teta asustada  | Indicado |
| 2010 | Associação de Críticos da Argentina               | Condor de Prata                               | La teta asustada  | Indicado |
| 2012 | Festival Internacional de Cinema de Berlim        | Teddy: Melhor Curta                           | Loxoro            | Venceu   |
| 2012 | Festival Internacional de Cinema de Berlim        | Urso de Ouro - Berlin                         | Loxoro            | Indicado |
| 2014 | Festival Internacional de Cinema de Berlim        | Urso de Ouro                                  | Aloft             | Indicado |